# Una notte (film 2007)
Una notte è un film del 2007 diretto da Toni D'Angelo.
La pellicola, interamente girata a Napoli, costituisce in assoluto il primo lungometraggio diretto da Toni D'Angelo.

## Trama
Salvatore, Annamaria, Alfonso e Riccardo sono quattro quarantenni di estrazione sociale borghese, originari di Napoli ma residenti altrove per motivi di lavoro. Un giorno fanno ritorno nella loro città per il funerale di un comune amico, Antonio.
Dopo la veglia funebre, i quattro decidono di cenare insieme e così, durante la serata, iniziano a raccontarsi le novità ma anche a ricordare gli avvenimenti del loro passato.
Ad un certo punto della serata, il gruppo decide di chiamare un altro amico, Luigi, che li porterà in giro per tutta la notte a bordo di un taxi guidato da Raffaele, un uomo umile e semplice che darà al gruppo vere e proprie lezioni di vita.
E così, il mattino seguente, ognuno di loro si troverà a tirare le somme della propria vita.

## Riconoscimenti
- Bengaluru International Film Festival 2009: Country Focus Italy
- Festival del Cinema Italiano di Ajaccio 2008: Premio Speciale della Giuria; Premio dell'Università di Corsica
- NICE New italian Cinema Events Festival 2008
- WorldFest-Houston 2008: Panorama Italia: Platinum Remi Award
- Zlin Film Festival 2008: International Competition of Full-Length European Debuts
- Anchorage International Film Festival 2007
- Cairo International Film Festival 2007: Festival Of Festivals
- Cinema Mediterranéen Montpellier 2007: Panorama
- Candidatura al David di Donatello 2009 nella sezione "Miglior regista esordiente"